# Murguldstekel
Murguldstekel (Chrysis corusca) är en stekelart som beskrevs av Valkeila 1971. Chrysis corusca ingår i släktet eldguldsteklar (Chrysis) och familjen guldsteklar (Chrysididae). Arten är reproducerande i Sverige.